# Lollum
Lollum est un village de la commune néerlandaise de Súdwest Fryslân, situé dans la province de Frise.

## Géographie
Le village est situé dans l'ouest de la Frise, à 8 km au nord de la ville de Bolsward.

## Histoire
Lollum fait partie de la commune de Wûnseradiel jusqu'au 1er janvier 2011, où celle-ci est supprimée et fusionnée avec Bolsward, Nijefurd, Sneek et Wymbritseradiel pour former la nouvelle commune de Súdwest-Fryslân.

## Démographie
En 2021, la population s'élève à 325 habitants.

## Culture et patrimoine
Le village comprend deux églises réformées. La plus ancienne, qui date du XIIIe siècle, est située au centre. Formée d'une nef unique et d'une abside semi-circulaire, elle est entourée de son cimetière. La seconde, à 100 m au sud, a été érigée en 1915 et présente un plan en croix.
Le moulin à vent Meerswal, construit en 1903 et détruit par une tempête, a été reconstruit en 1978.